# Lindqvistite
La lindqvistite è un minerale.